# Ticià de Tarragona
Ticià de Tarragona (Desconegut, s. IV - Desconegut, s. V) o Titianus fou el primer bisbe d'Hispània anomenat metropolità de la Província eclesiàstica Tarraconense. Va convocar el primer concili provincial de la Tarraconense, l'any 419.

## Font
Coneixem a Ticià de Tarragona per l'epístola 11 que Consenci (Mallorca o Tarraconense, finals s. IV - Mallorca o Tarraconense, principis s. V), va enviar a Agustí d'Hipona, datada l'any 419 i que és una de les tres que es conserven. Hi és mencionat explícitament com a metrolità a Titanus de Tarragona.

## Primer concili provincial de la Tarraconsense
La carta de Consenci afegeix que va presidir un concili a Tarragona l'any 420, on hi van participar set bisbes, entre els quals hi havia Agapius, bisbe d'una seu desconeguda; Sagittius, bisbe d'Hilerda, i Syagrius, bisbe d'Osca. Entre els restants, possiblement hi havia també el de Cerunda (Girona).

## Palau episcopal
Diversos historiadors s'han preguntat on vivia el bisbe metropolità. Tot i que no hi ha proves concloents, alguns assenyalen el Conjunt Paleocristià del Francolí de Tarragona, que en aquell moment era el complex de caràcter martirial més imponent d'Hispània, com la primera seu episcopal de la ciutat. Defineixen l'episcopi enmig de la necròpolis paleocristiana, amb la catedral servant les relíquies dels màrtirs lligat amb la seu episcopal. Es basen en la concentració d'edificis cristians en aquesta àrea i la riquesa i abundància de materials com sarcòfags o inscripcions, i l'absència d'elements similars a la resta de la ciutat a principis del segle v. No hi ha prou informació, però, per a donar una resposta definitiva.